# Luciano Szafir
Luciano Lebelson Szafir (ur. 31 grudnia 1968 w São Paulo) – brazylijski aktor telewizyjny i model.

## Życiorys
Urodził się jako jedno z czworga dzieci ekonomistki Betty i Gabriela Szafirów. Ma siostrę bliźniaczkę Priscilę, starszą siostrę Alexandrę i młodszego brata Salomão. Karierę rozpoczynał jako model. Potem pojawił się w wielu telenowelach, m.in. Klon (O Clone, 2001). Był także prezenterem reality show Twoja decyzja (Você Decide, 1998/1999).
Ze związku z prezenterką Xuxą Meneghel córkę Sashę (ur. 28 lipca 1998).

## Filmografia

### produkcje telewizyjne
- 1997: Anjo Mau jako Júlio
- 1998: Labirynt (Labirinto) jako Ivan Sampaio
- 1998-99: Twoja decyzja (Você Decide) jako prezenter
- 2000: Aquarela do Brasil jako Alfredo
- 2000: Uga-Uga jako Pepê
- 2001: Klon (O Clone) jako Zein
- 2001: Anioł spadł z nieba (Um Anjo Caiu do Céu) jako Eduardo
- 2004: Metamorfozy (Metamorphoses) jako Dr Lucas
- 2006: Mieszkają naprzeciwko (Vidas Opostas) jako Leonardo Rocha
- 2007: Miłość i intryga (Amor e Intrigas) jako Felipe Junqueira z Albuquerque
- 2009: Promessas de Amor jako Amadeus
- 2013: Mojżesz – Dziesięć Przykazań jako Meketre

### filmy
- 2007: Ópera do Mallandro jako Pai de Chico
- 2006: Nightmare Man jako William
- 2006: Kobiety z Brazylii (Mulheres do Brasil) jako Murilo
- 2006: Nossa Senhora de Caravaggio jako Comes
- 2002: Xuxa e os Duendes 2
- 1998: Simão o Fantasma Trapalhão